# Axioma da escolha
Na matemática, o axioma da escolha é um axioma da teoria dos conjuntos equivalente à afirmação "o produto de uma coleção não-vazia de conjuntos é não-vazio". Mais explicitamente, diz que para toda família indexada {\displaystyle (S_{i})_{i\in I}} de conjuntos não-vazios existe uma família indexada {\displaystyle (x_{i})_{i\in I}} de elementos tal que {\displaystyle x_{i}\in S_{i}} para todo {\displaystyle i\in I.} Foi formulado em 1904 por Ernst Zermelo. Até o início do século XX era um axioma controverso, mas graças ao trabalho de Zermelo, Hilbert[carece de fontes?] e outros matemáticos, o axioma da escolha foi satisfatoriamente modelado em lógica simbólica, resultando na teoria de conjuntos padrão da matemática contemporânea, a teoria ZFC - Zermelo-Fraenkel-Choice.
Uma motivação para seu uso é que um número de resultados matemáticos gerais aceitos, como o teorema de Tychonoff, necessitam do axioma da escolha para sua prova. Teóricos contemporâneos da teoria dos conjuntos também estudam axiomas que não são compatíveis com o axioma da escolha, como o axioma da determinação. O axioma da escolha é evitado em algumas várias matemáticas construtivas, embora existam várias matemáticas construtivas onde o axioma da escolha é vivo.

## Descrição intuitiva
O axioma da escolha diz que se você tiver uma coleção de cestas, cada qual contendo pelo menos um objeto, então é possível afirmar a existência de um conjunto, o conjunto de escolha, que contém exatamente um objeto de cada cesta—mesmo que haja um número infinito de cestas e não haja nenhuma regra que estabeleça qual objeto de cada cesta deve ser escolhido para formar parte desse conjunto.
Por exemplo, você não precisa do axioma da escolha para escolher um sapato de cada par, dentre um número infinito de pares de sapatos. É possível estabelecer uma regra como: pegar sempre o pé direito para formar um outro conjunto. Por outro lado, para escolher uma meia de cada par, dentre um número infinito de pares, é necessário utilizar o axioma da escolha. Sendo as meias de cada par iguais, não é possível estabelecer uma regra. O axioma da escolha afirma que o conjunto de escolha existe e contém uma meia de cada par.
Em geral, a partir de uma coleção finita de conjuntos não vazios, disjuntos dois-a-dois, pode ser demonstrada a existência de um conjunto de escolha com os demais axiomas de ZF sem usar o axioma da escolha, usando um argumento por indução. Por outra parte, se temos uma família infinita de conjuntos não vazios, disjuntos dois-a-dois, mas temos uma regra que permita escolher um elemento de cada conjunto da coleção, como no caso dos sapatos ou de pares de números inteiros (escolhemos o menor), também não precisamos do axioma da escolha para afirmar a existência do conjunto de escolha. Entretanto, quando não acontecem nenhuma dessas dois casos, o axioma da escolha afirma a existência do conjunto de escolha, resultando, em certo sentido, uma escolha arbitrária, incluso quando o conjunto de escolha é infinito.
Uma das razões pela qual alguns matemáticos não gostam do axioma da escolha é que ele implica a existência de objetos bizarros e contra-intuitivos. Um exemplo é o paradoxo de Banach–Tarski. Este paradoxo estabelece que é possível dividir uma esfera sólida tridimensional em um número finito de pedaços e com estes pedaços construir duas esferas, do mesmo tamanho da original.

## Enunciado
Seja {\displaystyle X} um conjunto cujos elementos são conjuntos não-vazios. Uma função {\displaystyle f} de domínio {\displaystyle X} tal que {\displaystyle f(x)\in x\ \forall x\in X} é denominada uma função de escolha. O axioma da escolha é o enunciado: para todo conjunto {\displaystyle X} de conjuntos não vazios, existe uma função de escolha. Em termos formais,
{\displaystyle \forall C,\emptyset \notin C\implies \left(\exists \Phi \in {\mathcal {F}}(C,\cup C):\left(\forall A\in C,\Phi (A)\in A\right)\right)}
Assim, a negação do axioma da escolha diz que existe um conjunto de conjuntos não-vazios que não possui função de escolha.
Cada função de escolha numa coleção X de conjuntos não vazios é um elemento do Produto Cartesiano dos conjuntos em X. Essa não é a situação mais geral de um produto Cartesiano de uma família de conjuntos, onde o mesmo conjunto pode ocorrer mais de uma vez como um fator; entretanto, pode-se focar em elementos de um certo produto que escolhe o mesmo elemento toda vez que um dado conjunto aparece como fator, e tais elementos correspondem a um elemento do produto Cartesiano de todos os conjuntos distintos na família. O axioma da escolha garante a existência de tais elementos; sendo assim equivalente a:
Dada qualquer família de conjuntos não-vazios, seu produto cartesiano é um conjunto não-vazio.

### Nomenclatura ZF, AC, e ZFC
Nesse artigo e outras discussões sobre o Axioma da Escolha as seguintes abreviações são comuns:
- AC – o Axioma da Escolha (Axiom of Choice).
- ZF – Teoria dos conjuntos de Zermelo-Fraenkel omitindo o Axioma da Escolha.
- ZFC – Teoria dos conjuntos de Zermelo-Fraenkel, estendido para incluir o Axioma da Escolha.

### Variantes
Existem várias outras afirmações equivalentes ao Axioma da Escolha. São equivalentes no sentido de, na presença de outros axiomas básicos da teoria dos conjuntos, eles implicam o Axioma da Escolha e são implicados por ele.
Uma variação evita o uso de funções de escolha, com efeito, substituindo cada função de escolha por sua imagem.
Dado qualquer conjunto {\displaystyle X} de conjuntos não-vazios pares disjuntos, existe pelo menos um conjunto {\displaystyle C} que contém exatamente um elemento em comum com cada conjunto em {\displaystyle X}.
Isso garante para qualquer partição de um conjunto {\displaystyle X} a existência de um subconjunto {\displaystyle C} de {\displaystyle X} contendo exatamente um elemento de cada parte da partição.
Outro axioma equivalente apenas considera coleções {\displaystyle X}  que são essencialmente conjunto das partes de outros conjuntos:
Para qualquer conjunto {\displaystyle A}, o conjunto das partes de {\displaystyle A} (com os conjunto vazios removidos) tem uma função de escolha.
Autores que usam essa formulação muitas vezes falam da função de escolha em {\displaystyle A}, mas esta noção é um pouco diferente da função de escolha. Seu domínio é o conjunto das partes de {\displaystyle A} (com o conjunto vazio removido), e assim faz sentido para qualquer conjunto {\displaystyle A}, enquanto que com a definição usada em algumas partes desse artigo, o domínio de uma função de escolha em uma coleção de conjuntos é essa coleção, e apenas faz sentido para conjuntos de conjuntos. Com essa noção alternativa de função de escolha, o Axioma da Escolha pode ser formulado como
Todo conjunto tem uma função de escolha.
que é equivalente a
Para qualquer conjunto {\displaystyle A} existe uma função {\displaystyle f} tal que para qualquer subconjunto não-vazio {\displaystyle B} de {\displaystyle A}, {\displaystyle f(B)} pertence a {\displaystyle B}.
A negação do axioma então pode ser expressada como:
Existe um conjunto {\displaystyle A} tal que para todas as funções {\displaystyle f} (no conjunto de subconjuntos não-vazios de {\displaystyle A}), existe um {\displaystyle B} tal que {\displaystyle f(B)} não pertence a {\displaystyle B}.

### Restrição a conjuntos finitos
O enunciado do Axioma da Escolha não especifica se a coleção de conjuntos não-vazios é finita ou infinita, e então implica que todo conjunto finito de conjuntos não-vazios tem uma função de escolha. Entretanto, este caso particular é um teorema da Teoria dos conjuntos de Zermelo-Fraenkel sem o Axioma da Escolha (ZF); ela é facilmente provada por indução matemática. No caso ainda mais simples de uma coleção de um conjunto, uma função de escolha corresponde a apenas um elemento, então este exemplo do Axioma da Escolha diz que todo conjunto não-vazio tem um elemento; isso é válido trivialmente. O Axioma da Escolha pode ser visto como afirmando a generalização dessa propriedade, já evidente para coleções finitas, para coleções arbitrárias.

## Uso
Até o final do século XIX, o Axioma da Escolha foi sempre usado implicitamente, embora ainda não formalmente definido. Por exemplo, depois de estabelecido que o conjunto {\displaystyle X} contém apenas conjuntos não-vazios, um matemático poderia dizer "faça {\displaystyle F(s)} ser um dos membros de {\displaystyle s} para todo s{\displaystyle s} em {\displaystyle X}" para definir a função {\displaystyle F}.  Em geral, é impossível provar que {\displaystyle F} existe sem o Axioma da Escolha, mas isso parece ter passado despercebido até para Zermelo.
Nem toda situação requer o Axioma da Escolha. Para conjuntos finitos {\displaystyle X}, o Axioma da Escolha segue dos outros axiomas da teoria dos conjuntos. Nesse caso é equivalente a dizer que se tivermos várias caixas (um número finito), cada uma contendo pelo menos um item, então podemos escolher exatamente um item de cada caixa. Claramente podemos fazer isso: Começamos pela primeira caixa, escolhemos um item; vai para a segunda caixa, escolhemos um item; e assim sucessivamente. O número de caixas é finito, então eventualmente nosso procedimento de escolha irá terminar. O resultado é uma função de escolha explícita: uma função que pega a primeira caixa para o primeiro elemento que escolhemos, a segunda caixa para o segundo elemento que escolhemos, e assim sucessivamente. (Uma prova formal para todos os conjuntos finitos usaria o princípio da indução matemática para provar "para todo número natural {\displaystyle k}, toda família de {\displaystyle k} conjuntos não-vazios tem uma função de escolha"). Esse método não pode, entretanto, ser usado para mostrar que toda família contável de conjuntos não-vazios tem uma função de escolha, como é afirmada pelo axioma da escolha contável. Se o método é aplicado a uma sequência infinita {\displaystyle (X_{i}:i\in \omega )} de conjuntos não-vazios, uma função é obtida a cada etapa finita, mas não existe uma etapa tal que uma função de escolha seja construída para a família inteira, nenhuma função de escolha "limite" pode ser construída, em geral, na ZF sem o Axioma da Escolha.

## Exemplos
A natureza dos conjuntos não-vazios individuais na coleção pode tornar possível evitar o Axioma da Escolha para certas coleções infinitas. Por exemplo, suponha que cada membro da coleção X é um subconjunto não-vazio dos números naturais. Todo tal subconjunto tem um menor elemento, então para especificar nossa função de escolha, podemos simplesmente dizer que ela mapeia cada conjunto para o menor elemento desse conjunto. Isso nos dá uma escolha definida de um elemento de cada conjunto, e torna desnecessário aplicar o Axioma da Escolha.
A dificuldade aparece quando não existe escolha natural dos elementos de cada conjunto. Se não podemos fazer escolhas explícitas, como podemos saber que nosso conjunto existe? Por exemplo, suponha que X é o conjunto de todos os subconjuntos não-vazios dos números reais. Primeiro poderíamos tentar proceder como se X fosse finito. Se tentarmos escolher um elemento de cada conjunto, então, pelo fato de X ser infinito, nosso procedimento de escolha nunca vai acabar, e consequentemente, nunca estaremos aptos a produzir uma função de escolha para todo X. Depois, poderíamos tentar especificar o menor elemento de cada conjunto. Mas, alguns subconjuntos dos número reais não possuem menor elemento. Por exemplo, o intervalo aberto (0,1) não possui um menor elemento: se x pertence a (0,1), então x/2 também pertence, e x/2 é sempre estritamente menor que x. Logo esta tentativa também falha.
Adicionalmente, considere por exemplo o círculo unitário S, e a ação sobre S por um grupo G consistindo de todas as rotações racionais. Essas são rotações por ângulos que são múltiplos racionais de π. Aqui G é contável enquanto S é incontável. Segue que S quebra em incontáveis órbitas sob G. Usando o Axioma da Escolha, podemos pegar um único ponto de cada órbita, obtendo um subconjunto incontável X de S com a propriedade que todas as suas translações por G são disjuntos de X. Em outras palavras, o círculo fica particionado em uma coleção contável de conjuntos disjuntos, que são dois a dois congruentes. Agora é fácil convencer-se que o conjunto X poderia não ser mensurável por uma medida aditiva contável. Daí não se pode esperar encontrar um algoritmo para encontrar um ponto em cada órbita, sem usar o Axioma da Escolha. Veja conjuntos não-mensuráveis para mais detalhes.
A razão pela qual estávamos aptos a escolher menores elementos de subconjuntos dos números naturais, é o fato de que os números naturais são bem ordenados: todo subconjunto não-vazio dos números naturais tem um único menor elemento sob a ordenação natural. Alguém poderia dizer, "Mesmo que a ordenação usual dos números reais não funcione, talvez seja possível encontrar encontrar uma ordenação diferente dos números reais tal que ela seja uma boa ordenação. Então nossa função de escolha pode escolher o menor elemento de todo conjunto sob nossa ordenação incomum." O problema então torna-se construir uma boa ordenação, que aparenta necessitar o Axioma da Escolha para sua existência; todo conjunto pode ser bem ordenado se e somente se o Axioma da Escolha é válido.

## Crítica e aceitação
Uma prova que exige o axioma da escolha pode estabelecer a existência de um objeto sem explicitamente definir o objeto na linguagem da teoria dos conjuntos. Por exemplo, enquanto o Axioma da Escolha implica que existe uma boa ordenação dos números reais, existem modelos da teoria dos conjuntos com o Axioma da Escolha no qual é impossível definir uma boa ordenação dos reais. Semelhantemente, embora um subconjunto dos números reais que não esteja na Medida de Lebesgue pode ser provado que exista usando o Axioma da Escolha, é consistente que tal conjunto não é definível.
O Axioma da Escolha produz esses intangíveis (objetos que são provados existir, mas que não podem ser explicitamente construídos), que podem conflitar com alguns princípios filosóficos. Pelo fato de não existir boa ordenação canônica de todos os conjuntos, uma construção que baseia-se em uma boa ordenação pode não produzir um resultado canônico, mesmo que um resultado canônico seja desejado (como é sempre o caso na teoria das categorias). Isso vem sendo usado como um argumento contra o uso do Axioma da Escolha.
Apesar desses fatos, a maioria dos matemáticos aceita o Axioma da Escolha como um princípio válido para provar novos resultados em matemática. O debate é suficientemente interessante, entretanto, que é considerado digno de nota quando um teorema em ZFC (ZF mais AC) é logicamente equivalente (com apenas os axiomas de ZF) ao Axioma da Escolha, e matemáticos procuram por resultados que necessitam que o Axioma da Escolha seja falso, embora esse tipo de dedução seja menos comum que o tipo de dedução que necessita que o Axioma da Escolha seja verdadeiro.
É possível provar vários teoremas usando nem o Axioma da Escolha nem sua negação; tais resultados irão ser verdadeiros em qualquer modelo da Teoria dos conjuntos de Zermelo-Fraenkel (ZF), independentemente da verdade ou falsidade do axioma da escolha nesse modelo particular. A restrição a ZF torna qualquer reivindicação que baseia-se ou no Axioma da Escolha ou na sua negação improvável. Por exemplo, o paradoxo de Banach–Tarski não é nem provável nem disprovável na ZF: é impossível construir a decomposição necessária da bola unitária em ZF, mas também impossível provar que tal decomposição não existe. Semelhantemente, todas as afirmações listadas abaixo que necessitam de escolha ou alguma versão mais fraca para sua prova são improváveis em ZF, mas desde que cada uma seja provável em ZFC, existem modelos de ZF em que cada afirmação é verdadeira. Afirmações como o paradoxo de Banach-Tarski podem ser reformuladas como afirmações condicionais, por exemplo, "Se AC vale, a decomposição no paradoxo de Banach-Tarski existe." Tal afirmação condicional são prováveis em ZF quando a afirmação original é provável em ZF e o Axioma da Escolha.

## Consistência relativa e independência
Kurt Gödel demonstrou a consistência relativa do Axioma da Escolha com os demais axiomas de ZF, ou seja, {\displaystyle Con(ZF)\rightarrow Con(ZFC)}, onde {\displaystyle Con(x)} significa "x é consistente".
A. Fraenkel e, de uma maneira precisa, A. Mostowski, demonstraram a independência do Axioma da Escolha (AE) em Teoria de Conjuntos com átomos (urelementos, alemão:Urelemente), denominada ZFA, na qual não vale o Axioma da Regularidade. Com efeito, usando modelos de permutação demonstraram que, se ZFA é consistente, então ZFA + "existe um conjunto enumerável de pares sem função de escolha" também é consistente.
Usando o método de forcing, por ele idealizado, Paul J. Cohen demonstrou a independência relativa aos demais axiomas de ZF (incluindo o Axioma da Regularidade): Se ZF é consistente, então ZF + "existe um conjunto enumerável de pares de conjuntos de números reais sem função de escolha" também é consistente.
Um argumento dado em favor do uso do Axioma da Escolha é que é conveniente usá-lo porque ele permite provar algumas proposições simplificadoras que de outra maneira não poderiam ser provadas. Muitos teoremas que podem ser provados usando escolha são de uma elegância geral: todo ideal em um anel está contido em um ideal maximal, todo espaço vetorial possui uma base, e todo produto de espaços compactos é compacto. Sem o uso do Axioma da Escolha, esses teoremas poderiam não ser validos para objetos matemáticos de grande cardinalidade.
A prova do  resultado da independência também mostra que uma grande classe de afirmações matemáticas, incluindo todas as afirmações que podem ser formuladas na linguagem da aritmética de Peano, são provadas em ZF se e somente se são provadas em ZFC. Afirmações nessa classe incluem a afirmação que P = NP, a hipótese de Riemann, e muitos outros problemas matemáticos não resolvidos. Quando alguém tenta resolver problemas desta classe, não tem diferença se ZF ou ZFC é empregada se a única questão é a existência de uma prova. É possível, entretanto, que exista uma prova menor de um teorema na ZFC do que na ZF.

## Relação com a hipótese do continuo
O matemático Kurt Gödel definiu um modelo de ZFC denominado o universo construível, abreviado L, no qual valem a hipótese do continuo generalizada e o Axioma de Construtibilidade, V=L. Usando esse modelo mostrou que dentro da teoria ZFC não se pode provar a negação da hipótese do continuo se ZF é consistente. Por sua vez, Paul J. Cohen mostrou que a hipótese do continuo é independente dos axiomas da teoria ZFC, se eles forem consistentes.
No entanto, a hipótese do continuo generalizada implica o axioma da escolha na teoria ZF.

## O Axioma da Escolha na matemática construtiva
Como discutido acima, em ZFC o Axioma da Escolha é capaz de fornecer "provas não construtivas" na qual a existência de um objeto é provada embora nenhum exemplo explícito é construído. ZFC, entretanto, ainda está formalizada na lógica clássica. O Axioma da Escolha também tem sido estudada no contexto da matemática construtiva, onde lógica não-clássica é empregada. O estado do Axioma da Escolha varia entre diferentes variedades de matemática construtiva.
Na teoria dos tipos de Martin-Löf e altam ordem aritmética de Heyting, a afirmação apropriada do Axioma da Escolha é (dependendo da abordagem) incluída como uma axioma ou provada como um teorema. Errett Bishop  argumentou que o Axioma da Escolha era construtivamente aceitável, dizendo
"Uma função de escolha existe na matemática construtiva, porque a escolha é implicada pelo grande significado da existência."
Na teoria dos conjuntos construtiva, entretanto, o teorema de Diaconescu's mostra que o Axioma da Escolha implica a lei do meio excluído (ao contrário como na teoria dos tipos de Martin-Löf, onde isso não acontece). Assim o Axioma da Escolha não está geralmente disponível na teoria dos conjuntos construtiva. Uma causa para essa diferença é que o Axioma da Escolha na teoria dos tipos não tem a propriedade da extensionalidade que o Axioma da Escolha na teoria dos conjuntos construtiva tem.
Alguns resultados na teoria dos conjuntos construtiva usam o axioma da escolha contável ou o axioma da escolha dependente, que não implica a lei do meio excluído na teoria dos conjuntos construtiva. Embora o axioma da escolha contável seja particularmente usado na matemática construtiva, seu uso também é questionado.

## Axiomas mais fortes
O axioma da construtibilidade e a hipótese generalizada do contínuo ambas implicam o Axioma da Escolha, mas são estritamente mais fortes do que ele.
Na teoria das classes como na teoria dos conjuntos de Von Neumann–Bernays–Gödel e na teoria dos conjuntos de Morse-Kelley, existe um axioma possível chamado de axioma da escolha global que é mais forte do que o Axioma da Escolha para conjuntos porque também se aplica para classes próprias. E o axioma da escolha global segue do axioma do tamanho limitado.

## Equivalentes
Existem importantes afirmações que, assumindo os axiomas de ZF mas nem AC nem ¬AC, são equivalentes ao Axioma da Escolha. O mais importante entre eles são o Lema de Zorn e o teorema da boa ordenação. De fato, Zermelo inicialmente introduziu o Axioma da Escolha para formalizar sua prova sobre o teorema da boa ordenação.
- Teoria dos conjuntos
  - Teorema da boa ordenação: Todo conjunto pode ser bem ordenado. Consequentemente, todo cardinal tem um ordinal inicial.
  - Teorema de Tarski: Para todo conjunto infinito A, existe uma bijeção entre os conjuntos A e A×A.
  - Tricotomia: Se dois conjuntos são dados, então ou eles tem a mesma cardinalidade, ou um tem a cardinalidade menor que a do outro.
  - O produto Cartesiano de qualquer família de conjuntos não-vazios é não-vazia.
  - Teorema de König: Coloquialmente, a soma de uma sequência de cardinais é estritamente menor que o produto de uma sequência de grandes cardinais. (A razão para o termo "coloquialmente", é que a soma ou o produto de uma "sequência" de cardinais não pode ser definida sem alguma ajuda do Axioma da Escolha.)
  - Toda função sobrejetora tem uma inversa a direita.
- Teoria da ordem
  - Lema de Zorn: Todo conjunto parcialmente ordenado não-vazio no qual toda corrente (i.e. subconjunto totalmente ordenado) tem um limitante superior contém um elemento maximal.
  - Princípio maximal de Hausdorff: Em qualquer conjunto parcialmente ordenado, todo subconjunto totalmente ordenado está contido em um subconjunto totalmente ordenado maximal. O princípio restrito "Todo conjunto parcialmente ordenado tem um subconjunto totalmente ordenado maximalha" é também equivalente a AC sob ZF.
  - Lema de Tukey: Toda coleção não-vazia de caracter finito tem um elemento maximal com respeito a inclusão.
  - Princípio da Anticorrente: Todo conjunto parcialmente ordenado tem uma anticorrente maximal.
- Álgebra abstrata
  - Todo espaço vetorial tem uma base.[16]
  - Todo anel unitário outro que não seja o anel trivial contém um ideal maximal.
  - Para todo conjunto não-vazio S existe uma operação binária definida em S que o torna um grupo.[17] (Uma operação binária cancelante é suficiente.)
- Análise funcional
  - A bola unitária fechada do dual de um espaço vetorial normado sob os reais tem um ponto extremo.
- Topologia geral
  - Teorema de Tychonoff diz que todo produto de espaços topológicos compactos é compacto.
  - Na topologia produto, o fechamento de um produto de subconjuntos é igual a o produto dos fechamentos.
- Lógica matemática
  - Se S é um conjunto de sentenças da lógica de primeira ordem e B é um subconjunto consistente de S, então B está incluso em um conjunto que é maximal entre os subconjuntos consistentes de S. O caso especial onde S é o conjunto de todas as sentenças de primeira ordem em uma dada assinatura é mais fraca, equivalente a Teorema do ideal booleano primo; veja a secção "Formas fracas" abaixo.

### Teoria das categorias
Existem vários resultados na teoria das categorias que invocam o Axioma da Escolha para sua prova. Esses resultados podem ser mais fracos que, equivalentes a, ou mais fortes que o Axioma da Escolha, dependendo da força da fundação técnica. Por exemplo, se alguém define categorias em termos de conjuntos, isto é, como conjuntos de objetos e morfismos (normalmente chamados de categoria pequena), ou até mesmo categorias pequenas locais, cujos objetos são conjuntos, então não existe categoria de todos os conjuntos, e então é difícil para uma formulação teórica-categórica aplicar-se a todos os conjuntos. Por outro lado, outras descrições fundamentais da teoria das categorias são consideravelmente mais fortes, e uma idêntica afirmação teórica-categórica de escolha pode ser mais forte que a formulação padrão, à la teoria das classes, como mencionado acima.
Exemplos de afirmações da teoria da categoria que necessitam de escolha:
- Toda pequena categoria tem um esqueleto.
- Se duas pequenas categorias são fracamente equivalentes, então elas são equivalentes.
- Todo functor continuo em uma categoria pequena-completa que satisfaz a apropriada condição do conjunto solução tem uma adjunta-esquerda (o teorema do functor adjunto de Freyd).

## Formas mais fracas
Existem várias afirmações mais fracas que não são equivalentes ao Axioma da Escolha, mas são intimamente relacionadas. Um exemplo é o axioma da escolha dependente (DC). Um exemplo ainda mais fraco é o axioma da escolha contável (ACω or CC), que afirma que uma função de escolha existe conjunto contável de conjuntos não-vazios. Esses axiomas são suficientes para muitas provas em análise matemática elementar, e são consistentes com alguns princípios, como a mensurabilidade de Lebesgue de todos os conjuntos de reais, que é disprovável pelo Axioma da Escolha completo.
Outros axiomas mais fracos que o Axioma da Escolha incluem o teorema do ideal primo booleano e o axioma da uniformização. O anterior é equivalente em ZF a existência de um ultrafiltro contendo cada filtro dado, provado por Tarski em 1930.

### Resultados que precisam de AC (ou formas mais fracas) mas são mais fracas do que ela
Um dos aspectos mais interessantes do Axioma da Escolha é o grande número de áreas da matemática em que ele aparece. Aqui estão algumas afirmações que necessitam do Axioma da Escolha no sentido de que eles não são prováveis em ZF mas são prováveis em ZFC. Equivalentemente, essas afirmações são verdadeiras em todos os modelos de ZFC mas são falsos em alguns modelos de ZF.
- Teoria dos conjuntos
  - Qualquer união contável de conjuntos contáveis é contável.
  - Se o conjunto A é infinito, então existe uma função injetora dos números naturais N para A (veja Dedekind infinite).
  - Todo jogo infinito {\displaystyle G_{S}} em que {\displaystyle S} é um subconjunto Borel de um espaço de Baire é determinado.
- Teoria da medida
  - O teorema de Vitali na existência de conjuntos não mensuráveis diz que existe um subconjunto dos números reais que não é Lebesgue mensurável.
  - O paradoxo de Hausdorff.
  - O paradoxo de Banach-Tarski.
  - A medida de Lebesgue de uma união disjunta contável de conjuntos mensuráveis é igual a soma das medidas dos conjuntos individuais.
- Álgebra
  - Todo corpo tem um fechamento algébrico.
  - Toda extensão de um corpo tem uma base transcendental.
  - Teorema da representação de Stone para álgebras booleanas precisa do teorema do ideal primo booleano.
  - O teorema de Nielsen-Schreier, que todo subgrupo de um grupo livre é livre.
  - Os grupos aditivos dos R e dos C são isomorfos.[18] and[19]
- Análise funcional
  - O teorema de Hahn-Banach em análise funcional, permitindo a extensão de funcionais lineares
  - O teorema de que todo espaço de Hilbert tem uma base ortonormal.
  - O teorema de Banach-Alaoglu sobre compacidade de conjuntos de funcionais.
  - O teorema da categoria de Baire sobre espaços completos métricos, e suas consequências, como o teorema do mapeamento aberto e o teorema do grafo fechado.
  - Em todo espaço vetorial topológico de dimensão infinita existe um mapeamento linear discontínuo.
- Topologia geral
  - Um espaço uniforme é compacto se e somente se ele é completo e totalmente limitado.
  - Todo espaço de Tychonoff tem uma compactação de Stone-Čech.
- Lógica matemática
  - Teorema da completude de Gödel para lógica de primeira ordem: todo conjunto consistente de sentenças de primeira ordem tem um completamento. Isto é, todo conjunto consisten de sentenças de primeira ordem pode ser estendido para conjunto consistente maximal.

## Formas mais fortes da negação de AC
Agora, considere formas mais fortes da negação de AC. Por exemplo, se abreviarmos por BP a afirmação que todo conjunto de números reais tem a propriedade de Baire, então BP é mais forte que ¬AC, que afirma a inexistência de qualquer função de escolha em talvez apenas um único conjunto de conjuntos não-vazios. Perceba que negações fortificadas podem ser compatíveis com formas enfraquecidas de AC. Por exemplo, ZF + DC + BP é consistente, se ZF for.
Também é consistente com ZF + DC que todo conjunto de reais é Lebesgue mensurável; entretanto, esse resultado de consistência, devido a Robert M. Solovay, não pode ser provado em ZFC apenas, mas necessita de supor grandes cardinais (a existência de um cardinal inacessível).O ainda mais forte axioma da determinação, ou AD, implica que todo conjunto de reais é Lebesgue mensurável, tem a propriedade de Baire, e tem a propriedade do conjunto perfeito (todos esses três resultados são refutados por AC). ZF + DC + AD é consistente dado que um axioma para um cardinal grande forte é consistente (a existência de infinitos deles cardinais de Woodin).

## Afirmações consistentes com a negação de AC
Existem modelos da teoria dos conjuntos de Zermelo-Fraenkel em que o Axioma da Escolha é falso. Iremos abreviar "Teoria dos conjuntos de Zermelo-Fraenkel mais a negação do Axioma da Escolha" por ZF¬C. Para certos modelos de ZF¬C, é possível provar a negação de alguns fatos básicos.
Note que qualquer modelo de ZF¬C é também um modelo de ZF, então para cada uma das seguintes afirmações, existe um modelo em ZF em que a afirmação é verdadeira.
- Existe um modelo de ZF¬C em que existe uma função f dos números reais para os números reais tal que f não é em a, mas f é sequencialmente continua em a, i.e., para qualquer sequência {xn} convergindo para a, limn f(xn)=f(a).
- Existe um modelo de ZF¬C que possui um conjunto de números reais infinito sem um subconjunto contável infinito.
- Existe um modelo de ZF¬C em que os números reais são a união contável de conjuntos contáveis.[21]
- Existe um modelo de ZF¬C em que existe um corpo sem fechamento algébrico.
- Em todos os modelos de ZF¬C existe um espaço vetorial sem base.
- Existe um modelo de ZF¬C em que existe um espaço vetorial com duas bases de diferentes cardinalidades.
- Existe um modelo de ZF¬C em que existe uma  free álgebra booleana completa livre em contáveis geradores.[22]

Para provas, veja Thomas Jech, The Axiom of Choice, American Elsevier Pub. Co., New York, 1973.
- Existe um modelo de ZF¬C em que todo conjunto em Rn é mensurável. Assim é possível excluir resultados contraintuitivos como o paradoxo de Banach-Tarski que é provável em ZFC. Além disso, isso é possível embora assumindo o axioma da escolha dependente, que é mais fraco que AC mas é suficiente para desenvolver a maior parte da análise real.
- Em todos os modelos de ZF¬C, a hipótese generalizada do contínuo não vale.

## Citações
"O Axioma da Escolha é obviamente verdadeiro, o princípio da boa ordenação obviamente falso, e o que podemos dizer do Lema de Zorn?" — Jerry Bona
Isto é uma piada: embora os três sejam matematicamente equivalentes, muitos matemáticos acham o Axioma da Escolha intuitivo, o princípio da boa ordenação contraintuitivo, e o lema de Zorn muito complexo para qualquer intuição.
"O Axioma da Escolha é necessário para escolher um conjunto de um número infinito de meias, mas não de um número infinito de sapatos." — Bertrand Russell
A observação aqui é que alguem pode definir uma função para escolher de um número infinito de pares de sapatos, escolhendo por exemplo o sapato esquerdo. Sem o uso do Axioma da Escolha, alguem não pode afirmar que tal função existe para um par de meias, porque as meias esquerda e direita são (presumivelmente) indistinguíveis uma da outra.
"Tarski tentou publicar seu teorema [a equivalência entre AC e 'todo conjunto infinito A tem a mesma cardinalidade de AxA', veja acima] em Comptes Rendus, mas Fréchet e Lebesgue recusaram-se a apresentar isso. Fréchet escreveu que uma implicação entre duas proposições claramente tidas como verdadeiras não é um resultado novo, e Lebesgue escreveu que uma implicação entre duas proposições falsas não é de nenhum interesse".
O matemático Jan Mycielski Polonês-Americano relaciona esta anedota em um artigo de 2006 nos avisos da AMS.
"O axioma recebeu o seu nome não porque os matemáticos o preferem a outros axiomas." — A. K. Dewdney
Essa citação veio do famoso artigo April Fools' Day na recreações da computação, coluna da Scientific American, Abril de 1989.